# ينز ألوود
ينز صامويل ألوود (مواليد 20 أغسطس 1947 في روك أيلاند، إلينوي، الولايات المتحدة الأمريكية) (بالسويدية: Jens Samuel Allwood) هو لغوي وكاتب سويدي، أستاذ اللسانيات في جامعة غوتنبرغ منذ سنة 1986.
وهو ابن المؤلف وأستاذ علم الاجتماع «مارتن ألوود»، وشقيق أستاذ علم النفس «كارل مارتن ألوود».

## أبحاثه
تشمل أبحاثه في المقام الأول العمل في علم الدلالة والتداوليات. فهو يحقق في تفاعل اللغة المنطوقة من عدة وجهات نظر، مثل لغويات المتون، نمذجة الكمبيوتر من الحوار، علم اللغة الاجتماعي وعلم اللغة النفسي، فضلا عن التواصل بين الثقافات. في الوقت الحاضر، يرأس مشاريع تتعلق بدلالات الظواهر اللغوية المنطوقة، والتواصل المتعدد الوسائط، والتباين الثقافي في الاتصال، وتأثير النشاط الاجتماعي على اللغة المحكية.

## روابط خارجية
- Göteborgs universitet, presentation av Jens Allwood